# Irene Korb
Irene Hildegard Ilse Korb (* 7. Juni 1923 in Dresden; † 9. Dezember 1978 in Hamburg) war eine deutsche Schauspielerin, Autorin und Theaterleiterin.

## Leben

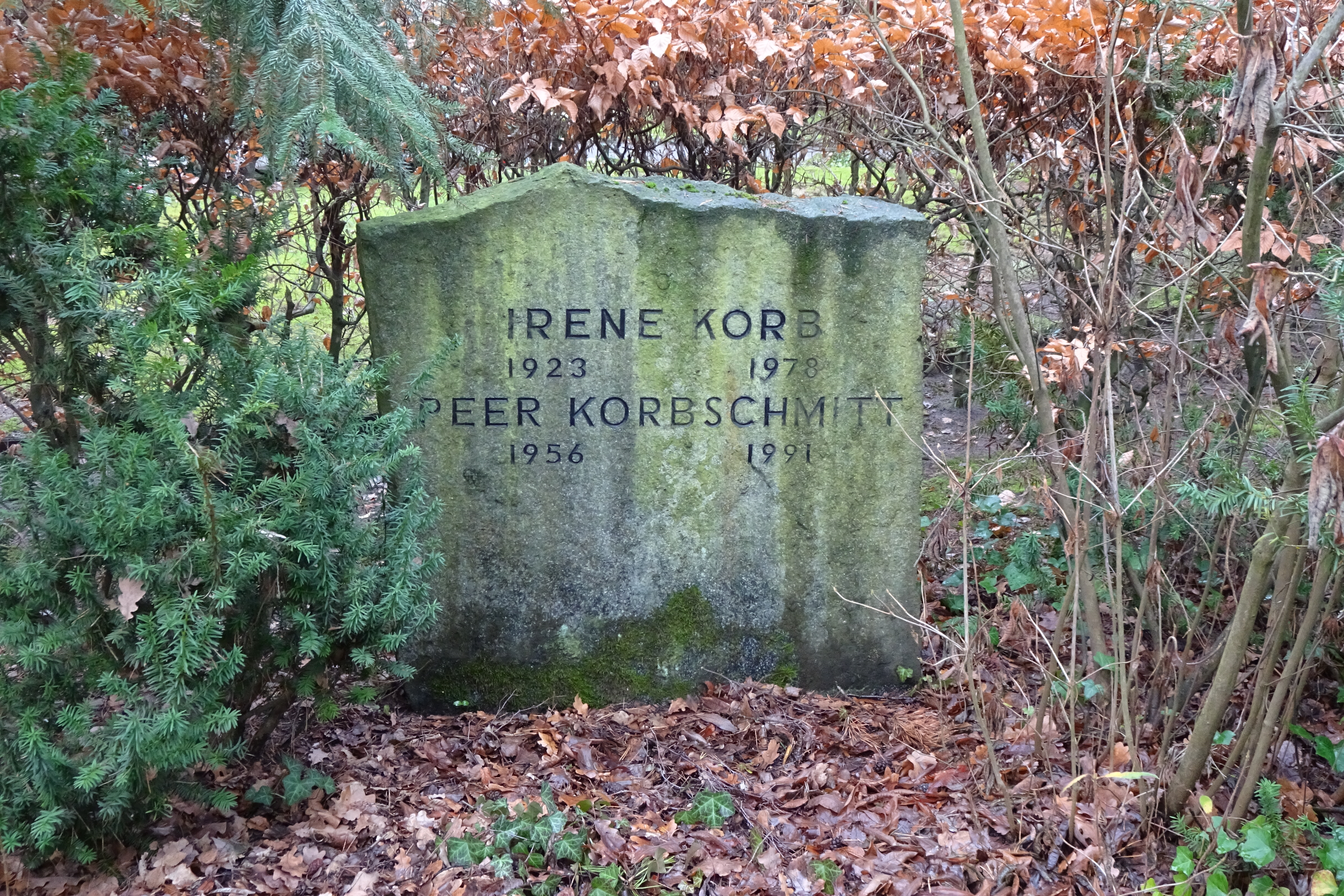
Grabstein auf dem Waldfriedhof Kleinmachnow

Irene Korb erhielt ihre Ausbildung am Konservatorium in Dresden, hatte ihr Debüt 1942 in Liegnitz und war dann an Bühnen in Cottbus, Berlin, Potsdam und Dresden beschäftigt. Ihr Leinwanddebüt war 1949 die weibliche Hauptrolle in Wolfgang Staudtes „Rotation“. Für den DEFA-Film Unser täglich Brot wurde sie 1950 im Kollektiv mit dem Nationalpreis der DDR ausgezeichnet.
Sie war in erster Ehe mit dem Schauspieler Gerd Frickhöffer und in zweiter Ehe mit dem Regisseur Hans-Erich Korbschmitt verheiratet. Ihr Grab befindet sich auf dem Waldfriedhof Kleinmachnow.

## Filmografie
- 1949: Rotation
- 1949: Unser täglich Brot
- 1951: Die Sonnenbrucks
- 1953: Jacke wie Hose
- 1955: 52 Wochen sind ein Jahr
- 1958: Jahrgang 21
- 1960: Flucht aus der Hölle (TV-Mehrteiler)
- 1961: Gewissen in Aufruhr (TV-Mehrteiler)
- 1963: Sonntagsfahrer
- 1964: Sieh’ den Menschen. Eine Episode um Käthe Kollwitz (TV)
- 1966/2005: Fräulein Schmetterling
- 1966: Trick 17 B (TV)
- 1967: Das Mädchen auf dem Brett
- 1967: Der Staatsanwalt hat das Wort: Meine Schwester (TV-Reihe)
- 1967: Die Heiden von Kummerow und ihre lustigen Streiche
- 1968: Ich – Axel Cäsar Springer (TV-Mehrteiler)
- 1969: Jelena (TV)
- 1969: Adelsnest (TV)
- 1972: Bettina von Arnim (TV)
- 1974: Die goldene Kuh (TV)
- 1977: Zur See – Die Hochzeitsüberraschung (TV-Serie)

## Hörspiele
- 1953: Konstantin Trenjow: Ljubow Jarowaja – Regie: Günter Rücker (Berliner Rundfunk)
- 1959: Anna und Friedrich Schlotterbeck: Stürmische Tage (Rosa Leviné) – Regie: Helmut Hellstorff (Rundfunk der DDR)
- 1960: Käte Seelig: Liebe, Tratsch und Treppensteigen (Carola Frantze) – Regie: Detlev Witte (Hörspiel – Rundfunk der DDR)
- 1960: Anna und Friedrich Schlotterbeck: An der Fernverkehrsstraße 106 (Baronin von Brandenstein) – Regie: Theodor Popp (Rundfunk der DDR)
- 1964: Fred von Hoerschelmann: Die Saline (Betty) – Regie: Helmut Hellstorff (Hörspiel – Rundfunk der DDR)
- 1968: Day Keene/Warren Brand: Naked Fury – Nackte Gewalt (Hane) – Regie: Helmut Hellstorff (Kriminalhörspiel – Rundfunk der DDR)